# Euphorbus
Euphorbus war ein griechischer Arzt, der als Leibarzt von Juba II., einem Herrscher des Königreichs Mauretanien an der Wende von 1. Jahrhundert v. Chr. zum 1. Jahrhundert n. Chr., belegt ist.

## Leben und Wirken
Euphorbus war ein Bruder von Antonius Musa, dem Leibarzt des Augustus. Plinius der Ältere berichtet in seiner Naturalis historia, dass Juba II. eine von ihm entdeckte Pflanze nach seinem Arzt Euphorbea genannt haben soll. Weiter beschreibt Plinius, wie aus den im Atlasgebirge wachsenden Pflanzen der Milchsaft gewonnen wurde. Laut Gordon Douglas Rowley handelte es sich bei dieser Pflanze wahrscheinlich um Euphorbia officinarum L. oder Euphorbia resinifera O.Berg.
Laut Galenos soll König Juba II. eine Schrift über die Heilkraft der Pflanze verfasst haben.

## Ehrungen
Antoine-Tristan Danty d’Isnard benannte ihm zu Ehren eine Gattung Euphorbium. Carl von Linné änderte später die Schreibweise in Euphorbia. Die Gattung gehört zur Pflanzenfamilie der Wolfsmilchgewächse (Euphorbiaceae).